# The Documentary
The Documentary is het debuutalbum van rapper The Game. Na het herstellen van een schietpartij in het najaar van 2001, begon The Game een rapcarrière en werd ontdekt door Dr. Dre die hem ondertekent bij zijn Aftermath Entertainment label. Op het album staat vermeld dat de productie werd verzorgd door onder meer Dr. Dre, Kanye West, en Timbaland, met gastzang van 50 Cent, Eminem, Nate Dogg, Faith Evans en anderen.
The Documentary werd nummer één op het US Billboard 200 chart. De Recording Industry Association of America wees het album twee keer platina toe in maart 2005 en het verkocht meer dan vijf miljoen exemplaren wereldwijd. Het album ontving over het algemeen positieve recensies, met muziekcritici die de productie van het album prezen. 

## Tracklist
| Nummer | Titel                 | Artiest                            | Duur |
| ------ | --------------------- | ---------------------------------- | ---- |
| 1      | Intro                 | The Game                           | 0:32 |
| 2      | Westside Story        | The Game & 50 Cent                 | 3:43 |
| 3      | Dreams                | The Game                           | 4:46 |
| 4      | Hate It or Love It    | The Game & 50 Cent                 | 3:26 |
| 5      | Higher                | The Game                           | 4:05 |
| 6      | How We Do             | The Game & 50 Cent                 | 3:55 |
| 7      | Don't Need Your Love  | The Game & Faith Evans             | 4:26 |
| 8      | Church for Thugs      | The Game                           | 4:00 |
| 9      | Put You on the Game   | The Game                           | 4:14 |
| 10     | Start from Scratch    | The Game & Marsha Ambrosius        | 4:07 |
| 11     | The Documentary       | The Game                           | 4:11 |
| 12     | Runnin'               | The Game, Tony Yayo & Dion DiMucci | 4:26 |
| 13     | No More Fun and Games | The Game                           | 2:37 |
| 14     | We Ain't              | The Game & Eminem                  | 4:46 |
| 15     | Where I'm From        | The Game & Nate Dogg               | 3:08 |
| 16     | Special               | The Game & Nate Dogg               | 3:57 |
| 17     | Don't Worry           | The Game & Mary J. Blige           | 4:11 |
| 18     | Like Father, Like Son | The Game & Busta Rhymes            | 5:27 |